# Гексабромоплатинат(IV) натрия
Гексабромоплатинат(IV) натрия — неорганическое соединение,
комплексное соединение бромидов металлов натрия и платины
с формулой Na2[PtBr6], растворяется в воде,
образует кристаллогидрат — тёмно-красные кристаллы.

## Физические свойства
Гексабромоплатинат(IV) натрия
растворяется в воде, этаноле.
Образует кристаллогидрат состава Na2[PtBr6]•6H2O — тёмно-красные кристаллы.

## Химические свойства
Кристаллогидрат при нагревании теряет воду:
{\displaystyle {\mathsf {Na_{2}[PtBr_{6}]\cdot 6H_{2}O\ {\xrightarrow {150^{o}C}}\ Na_{2}[PtBr_{6}]+6H_{2}O}}}